# 古田村
古田村（ふるたむら）は、かつて広島県佐伯郡に存在した村である。1889年（明治22年）の町村制発足により設置され、1929年（昭和4年）4月1日、広島市に編入合併して消滅した。

## 地理
当時の村域は現在の古江地区（「古江」を冠する広島市西区の各町）、高須、田方、山田地区（山田町・山田新町）にほぼ相当する。己斐町の南西に隣接し、草津町を東南を除くほぼ三方から包み込むようにして位置する。村域のうち大字「古江」は鬼ヶ城山・鈴ヶ峰などの山に囲まれ、鬼ヶ城山を越えた山間に大字「山田」が位置する。集落は谷あいの地区と東南に開けた狭隘な平地に集中し、海に近いあたりを旧山陽道が通っている。
上述の己斐町・草津町のほか、井口村、石内村、八幡村に隣接していた。いずれも同じ佐伯郡に属する町村であり現在はすべて広島市に編入合併している。五日市町への統合を経て現在は佐伯区の一部となっている石内村・八幡村以外は、すべて西区の一部となっている。
村役場は大字古江に設置された。

## 歴史
村名は設置の際合併された「古江」・「山田」の各一字を取ったものである。
中世、この地は近隣の己斐・草津・井口と同様、厳島神社の社領であった。古江は慶長年間頃に分村するまで草津村の一部であり、戦国時代には草津城城主（羽仁氏、ついで児玉氏）の支配下にあった。藩政期には沖合の干拓が盛んに行われ、広大な新開地が造成された。
1889年（明治22年）、古江村および山田村が合併され古田村が新設された。広島向けの果実や蔬菜の栽培が農業の中心で特に「古江のイチジク、高須のモモ」は広島市場で人気を博した。1897年（明治30年）の山陽鉄道（現JR山陽本線）開通に際して村内に駅は設けられなかったが、1922年（大正11年）の広島瓦斯電軌（現広島電鉄）宮島線の開通により高須・古江の2駅が開業された。この結果古江においては広島市中心部への交通アクセスが格段によくなり次第に宅地化が進行した。そして1929年（昭和4年）の広島市への編入合併に至る。

## 沿革
- 1889年（明治22年）4月1日 ： 町村制発足により佐伯郡古江村・山田村が合併し佐伯郡古田村として新設。
- 1929年（昭和4年）4月1日 ： 広島市に編入し消滅。旧村域は同市「古田町」となる。

## 大字
町村制による古田村設置に際して統合された古江村・山田村は、古田村の大字として編成された。

### 古江（ふるえ）
地名は古い時代に天皇がこの地に船を着けたという「古キ入江」の故事にちなむという。近世には北東の「高須郷」（たかすごう）・中央の「中郷」（なかごう）・南西の「田方郷」（たかたごう）の3地区に分かれていた。現在の高須・古江地区（古江上・東町・西町・新町）、田方にほぼ相当する。

### 山田（やまだ）
現在の山田地区（山田町・山田新町）に相当する。

## 各種施設・企業（1929年（昭和4年）4月時点）
行政機関
- 古田村役場 ： 現在の古江西町・古田小の西隣付近に所在。

学校
- 古田尋常高等小学校 ： 1873年（明治6年）6月6日設立。合併後は広島市立となり、1947年現校名広島市立古田小学校に改称、その後庚午小・山田小・高須小・古田台小を分離して現在に至る。

## 交通（1929年（昭和4年）4月時点）
鉄道
- 広島瓦斯電軌（現広島電鉄）宮島線
  - 高須駅 ： 1922年（大正11年）8月22日開業。
  - 古江駅 ： 同上。

## 合併後の状況
現況については#関連項目の各地区の記事を参照されたい。
広島市への編入合併後、旧古田村域はそのまま「広島市古田町」となり、旧古田村の大字だった古江・山田は同市の大字に継承されてそれぞれ広島市古田町大字古江・同大字山田となった。その後、一部が草津・庚午・己斐に編入されたが、大字古江は1960年 - 70年に高須・田方・古江東町・古江西町・古江新町・古江上に分割、大字山田は山田町と改称された。その後山地部での宅地造成の進行により、1982年には山田新町、その後古田台が新たな町名として設置され現在に至っている。

## 関連書籍
- 『広島県の地名』（日本歴史地名大系 第35巻） 平凡社、1982年
- 『角川日本地名大辞典 第34巻 ： 広島県』 角川書店、1987年 ISBN 4040013409
- 長船友則 『広電が走る街 今昔』 JTBパブリッシング、2005年 ISBN 4533059864